# FC Dumbreck
Der Football Club Dumbreck war ein schottischer Fußballverein aus Glasgow, der von 1871 bis 1879 bestand.

## Geschichte
Der FC Dumbreck aus Glasgow wurde im Jahr 1871 gegründet und war einer von acht Gründungsvereinen der Scottish Football Association. Zwischen 1873 und 1879 nahm der Verein sechsmal am schottischen Pokal teil. Größter Erfolg war dabei in der Spielzeit 1875/76 das Erreichen des Viertelfinales.